# Kathedrale von Santa Giusta

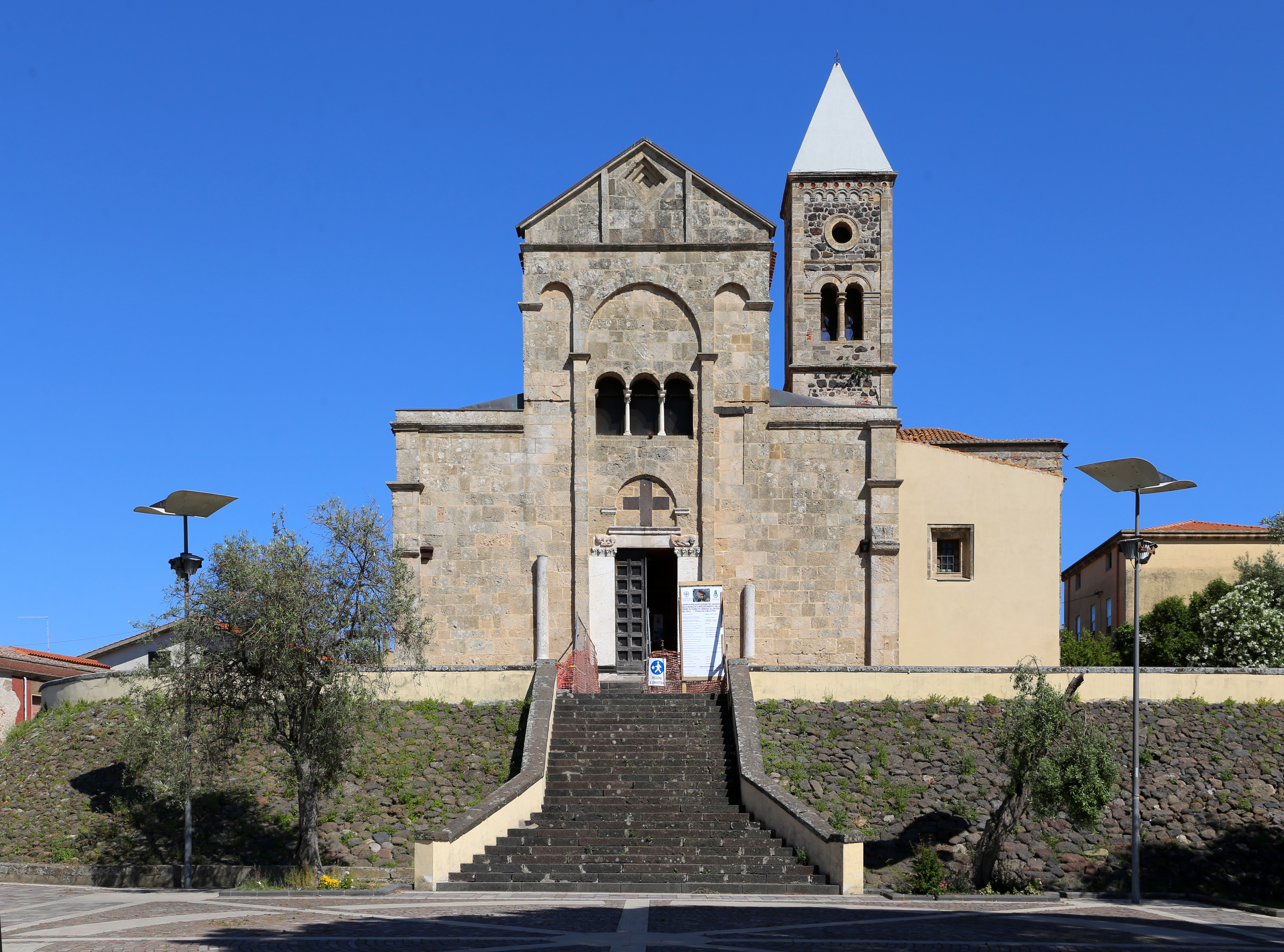
Romanische Basilika von Santa Giusta

Die Kathedrale von Santa Giusta steht drei Kilometer südlich von Oristano auf einem Hügel im Norden des Ortes Santa Giusta in der Provinz Oristano auf Sardinien. Sie ist eine der schönsten und größten romanisch-pisanischen Kirchen Sardiniens. 
Für den 1145 vollendeten Bau der dreischiffigen Kathedrale des Bistums Santa Giusta – das 1504 dem Erzbistum Oristano angegliedert wurde – versicherte man sich im Judikat Arborea der Mitwirkung pisanischer Architekten und arabischer Handwerker. Die schlanken, zierlichen Formen, die lichtoffene Konstruktion und der noch vorsichtige Einsatz von Farbmustern machen die Kathedrale zu einem Protagonisten des neuen Baustils auf der Insel. 
Von San Gavino in Porto Torres stammt die Idee der paarweise von Lisenen getragenen Blendbögen. Die schlanken Halbsäulen der Apsis gehen ebenso auf Einflüsse des pisaner Domes zurück wie das Drillingsfenster der Fassade. Die Joche der Kreuzgewölbe in den Seitenschiffen werden nicht von Gurtbögen getrennt, sondern formen sich aus der Durchdringung zweier Gewölbetonnen. Das Hauptportal mit seinem Entlastungsbogen ist zwar dem vom San Frediano in Lucca ähnlich, andererseits finden sich jedoch für die eigenwillige Fassadengliederung keine weiteren toskanischen Beispiele. Die Gestaltung der Stirnseite und des Chores geht daher eindeutig auf lombardische Vorbilder zurück. 
In der Nähe der heutigen Kathedrale lag vor der Zeitenwende die phönizisch-punische Stadt Othoca, deren Hafen am heute verschilften See Stagno di Santa Giusta lag und deren Steine und Säulen (ebenso wie die von Tharros) in der Kathedrale verbaut wurden. 
Die in der Umgebung gemachten Funde reichen vom 7. bis zum 3. Jahrhundert v. Chr. Die Nekropole von Othoca liegt bei der Kirche Santa Severa. Hier entdeckte man ein phönizisches Kammergrab aus dem 7. Jahrhundert v. Chr. Der aus Quadern errichtete Bau hat einen rechteckigen Grundriss, zwei Seitennischen und ein imitiertes Satteldach mit Firstbalken. Dieser Grabtyp ist aus der Levante, Nordafrika und Südspanien bekannt, ist auf Sardinien bislang jedoch nur in Othoca anzutreffen. Neben der Kirche Santa Severa liegen die Ruinen eines Vorgängerbaus aus dem 6. bis 7. Jahrhundert. 